# Manuel António Martins
Manuel António Martins (Braga, 1772 - 1845) foi um administrador colonial português.

## Biografia
Filho de João António Cosqueiro e de Bernarda di Autrello, de origem italiana, tendo chegado a Cabo Verde em 1792, foi o 71.º Governador de Cabo Verde e da Guiné entre 1833 e 1835, nomeado Conselheiro Real, vice-cônsul honorário dos Estados Unidos e o principal responsável pelo povoamento da Ilha do Sal, tendo sido designado como Prefeito.  Fixou escravos na ilha desde 1799, para explorar as salinas de Pedra de Lume e descobriu um pântano propício para essa atividade, a poucos passos dum bom ancoradouro. O acesso ao pântano teve que ser aberto a braços de escravos, que talharam em 1804 o túnel que permitiu a exploração das salinas, que a Turinvest denominou "P14" e que transformou num centro de talassoterapia. Em 1830, funda oficialmente a vila de Santa Maria, na Ilha do Sal, tendo mais tarde incrementado o seu negócio à vila de Pedra de Lume. Principal armador de Cabo Verde e administrador do comércio de urzela, por várias vezes socorreu e custeou as despesas de mantimento em épocas de fome. Casou com Maria Josefa Ferreira, filha de Aniceto António Ferreira Álvares Mendes, natural de Nelas, Portugal, capitão-mor da Boavista, e de sua mulher Filipa Inês da Graça, da qual deixou larga descendência.
O livro "O Senhor das Ilhas", da escritora portuguesa Maria Isabel Barreno, editado em 1998, reproduziu, na forma de romance histórico, a vida de Manuel António Martins. 
1. ↑  «Manuel António Martins / Personalidades / Identidade / Início - CABO VERDE info». www.caboverde-info.com. Consultado em 18 de outubro de 2021